# Первый Воин
Первый Воин — деревня в Мценском районе Орловской области России. Административный центр Воинского сельского поселения. Населённый пункт воинской доблести (24.07.2023).
Население — 1010 чел. (2010).

## Физико-географическая характеристика

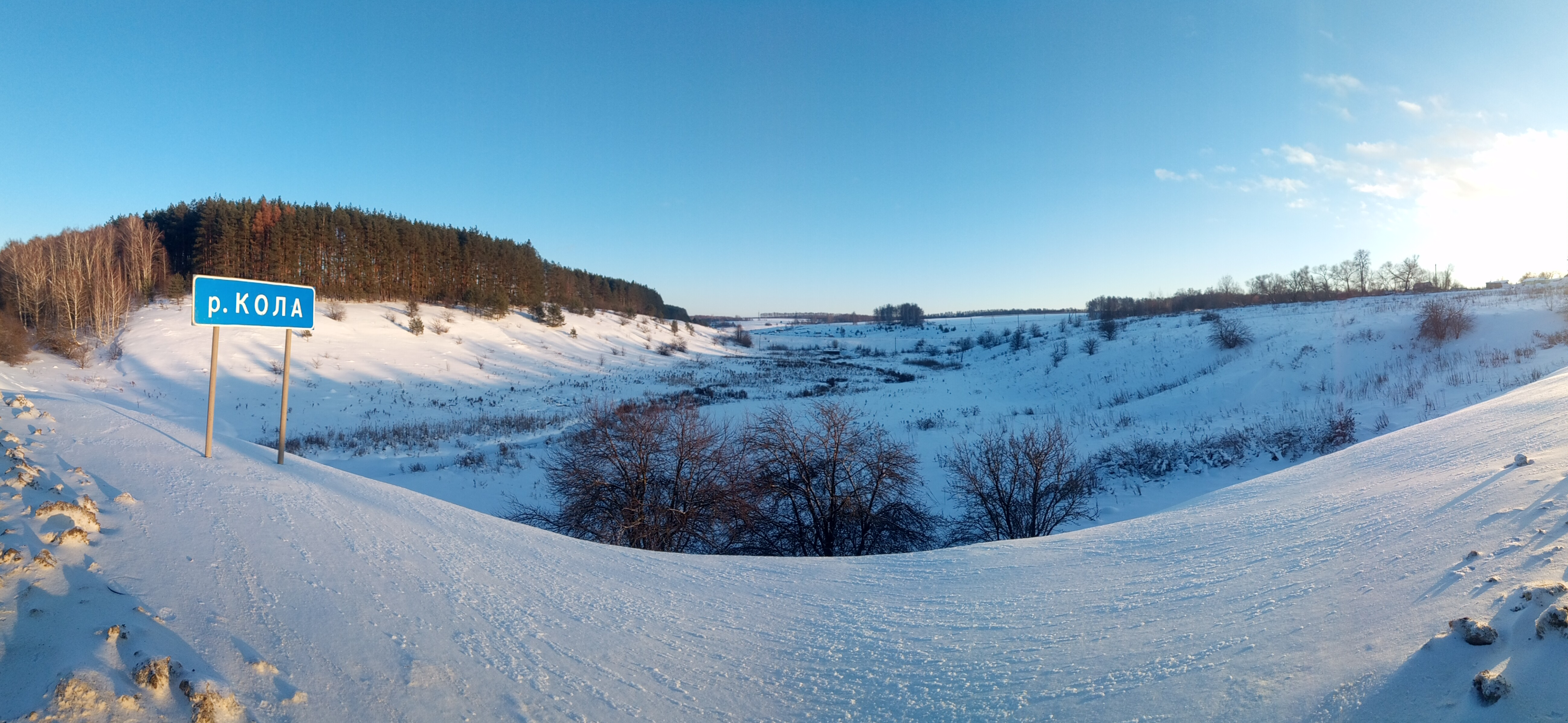
Река Воинка на обозначена как «Кола»

Первый Воин находится на Среднерусской возвышенности в центре Восточно-Европейской равнины. Территория холмистая.
Деревня расположена в северной части Орловской области, на юге Мценского района.
По окраине деревни протекает река Воинка.

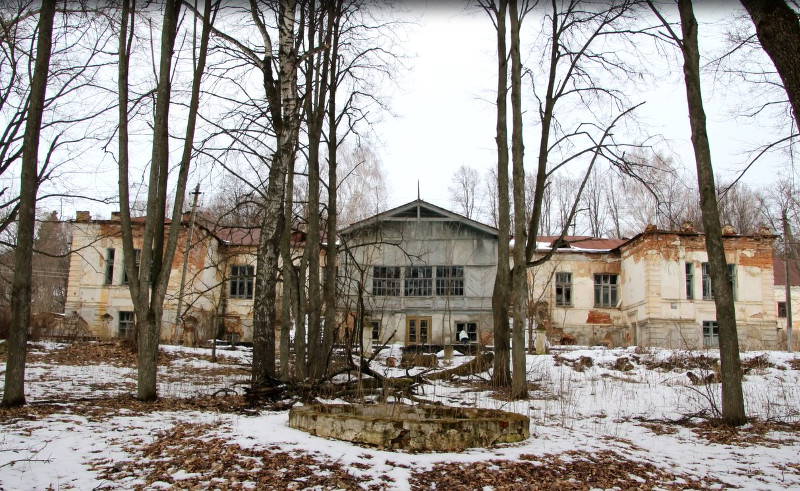
Руины усадьбы Новосильцевых.
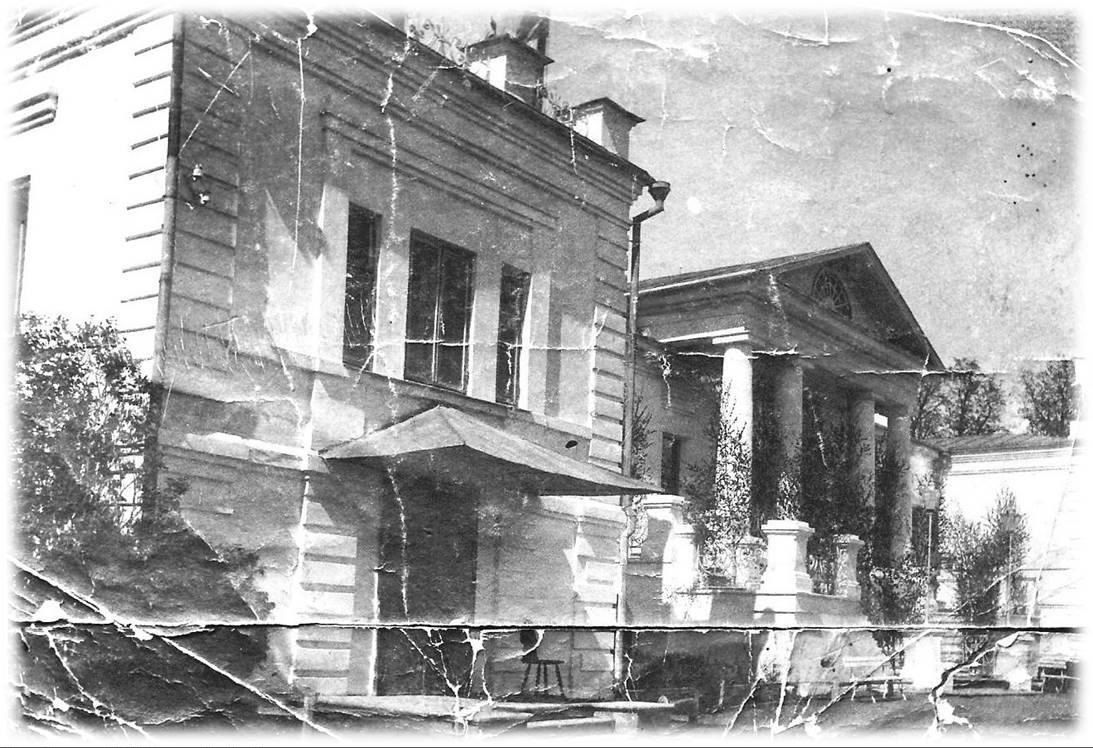
Усадьба Новосильцевых, около 1910 г.

### Уличная сеть
| - Дмитриева - Жукова - Калинникова - Катукова | - Ленина - Советская - Тургенева - Тюленина |

### Климат
Первый Воин находится в зоне умеренно—континентального климата (в классификации Кёппена — Dfb). Зима умеренно прохладная. Лето неустойчивое.

### Время
Деревня Первый Воин, как и вся Орловская область, находится в часовой зоне МСК (московское время). Смещение применяемого времени относительно UTC составляет +3:00.

## История
Во время Великой Отечественной войны в начале октября 1941 года в окрестностях Первого Воина шли ожесточённые бои, чтобы сдержать немецкие танковые части Гудериана от прорыва на Москву. Для этого советское командование было вынуждено использовались и знаменитые «катюши». Тогда 4-я танковая бригада полковника М. Е. Катукова нанесла тяжёлые потери противнику, несмотря на его значительное численное превосходство, и выполнила поставленные перед бригадой задачи прикрытия сосредоточения наших войск.

## Население
| 2002 | 2010  |
| ---- | ----- |
| 822  | ↗1010 |

### Национальный состав
Согласно результатам переписи 2002 года, в национальной структуре населения русские составляли 93 % из 822 чел.

## Знаменитые люди
- Василий Калинников — композитор.
- Виктор Калинников — дирижёр, композитор и педагог, один из организаторов московской Народной консерватории в 1906 году.

## Достопримечательности
Мемориальный комплекс танкистам-первогвардейцам

## Транспорт
Через деревню пролегает федеральная дорога М2 «Крым».